# Blandine Bellavoir

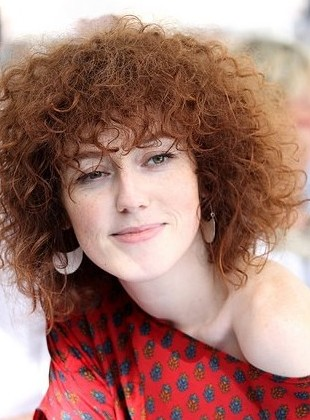
Blandine Bellavoir (2016)

Blandine Bellavoir (* 2. März 1984 in Malestroit, Département Morbihan) ist eine französische Schauspielerin. Bekanntheit erlangte sie in den Rollen der Sonia Escudier (TV-Serie Plus belle la vie) und der Alice Avril (zweite Staffel der Serie Agatha Christie: Mörderische Spiele).

## Leben
Bellavoir wuchs in Guérande (Département Loire-Atlantique) auf, wo sie das Galileo-Gymnasium besuchte. Sie arbeitete als Model für L’Oréal und andere Friseurmarken.
Im Januar 2008 fragte der Fernsehsender France 3 bei ihr an, ob sie in der Serie Plus belle la vie die Rolle der Sonia Escudier spielen wollte. Sie nahm das Angebot an und wirkte bis 2009 in der Serie mit.
Von 2010 bis 2013 spielte sie die Rolle der Angèle in der Serie Maison Close. Im Mai 2012 wurde bekannt, dass sie nach dem Ausscheiden von Antoine Duléry und Marius Colucci in der Serie Agatha Christie: Mörderische Spiele an der Seite von Samuel Labarthe die weibliche Hauptrolle übernimmt.
Im September 2018 gab Bellavoir bekannt, dass sie mit ihrem Lebensgefährten Arnaud Perron einen Jungen erwartet. Im Januar 2019 veröffentlichte sie ein Foto des Babys.

## Filmografie

### Kino

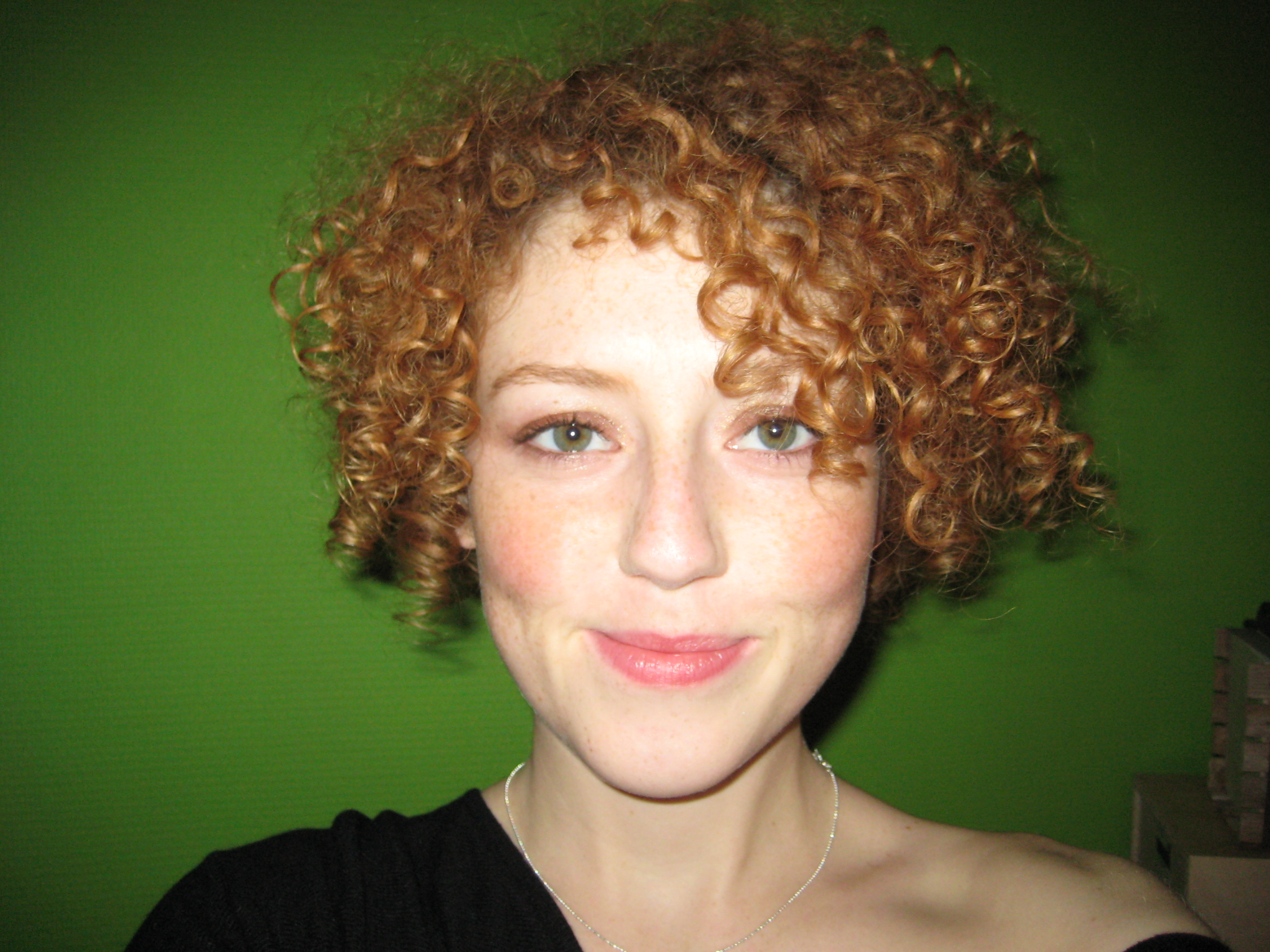
Blandine Bellavoir in Paris (2012)

- 2007: Cherche fiancé tous frais payés
- 2010: Film socialisme (Stimme)
- 2010: Carton rouge
- 2013: Soir de fête
- 2017: Bonne pomme
- 2019: Vorhang auf für Cyrano (Edmond)

### Fernsehen
- 2008–2009: Plus belle la vie (Staffel 4 bis 6, 123 Folgen)
- 2010–2013: Maison close
- 2010: Les méchantes (Fernsehfilm)
- 2011: Les geeks (Fernsehserie)
- 2011: Agatha Christie: Kleine Morde (Fernsehserie, Folge 1.08)
- 2012: Week-end chez les toquées (Fernsehserie, Folge 4)
- 2012: Une famille formidable (Fernsehserie, Folgen 9.01 und 9.03)
- 2012: RIS police scientifique (Fernsehserie, Folge 7.04)
- 2013: L’attaque (Fernsehserie, 1. Staffel, 3 Folgen)
- 2013–2019: Agatha Christie: Mörderische Spiele (Fernsehserie, 2. Staffel, 27 Folgen)
- 2014: La trouvaille de Juliette
- 2015: Cherif (Fernsehserie, Folge 3.06)
- 2016: Elles … Les filles du Plessis
- 2018: Mémoire de sang
- 2018: Insoupçonnable (Fernsehserie, 1. Staffel, 10 Folgen)
- 2020: Myster Mocky présente (Fernsehserie, Folge 5.04)
- 2020: Avis de Tempête (Fernsehfilm)
- 2020: Coup de foudre à Bangkok (Fernsehfilm)
- 2021: Les Bois Maudits (Fernsehfilm)
- 2021: Une affaire française (Fernsehserie, 1. Staffel, 6 Folgen)
- 2022: Et toi, c’est pour quand? (Fernsehfilm)

## Theater
- 2002: Il faut que le sycomore coule … von Jean-Michel Ribes
- 2003: Après la pluie von Sergi Belbel
- 2004: Cabaret extravagant, méchant, déraisonnablee …
- 2006: Vol au-dessus d’un nid de coucou
- 2006: Der Kaufmann von Venedig von William Shakespeare
- 2007: Carine, ou la jeune fille folle de son âme
- 2008: Der Arzt wider Willen von Molière
- 2008: Les trois mousquetaires, nach Alexandre Dumas
- 2008: La jeunesse des mousquetaires
- 2009: Edgar et sa bonne
- 2009: Ruy Blas
- 2010: Der Menschenfeind von Molière

## Auszeichnungen
- 2010: Publikums- und Jurypreis für Der Menschenfeind am Théâtre 13